# Progetto educativo

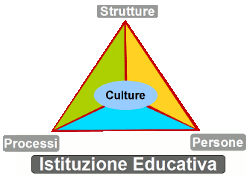
Le componenti fondamentali di un'Istituzione Educativa. Il progetto educativo accresce il coordinamento armonico tra tali componenti, potenziando l'efficienza e l'efficacia dell'organizzazione nel perseguimento delle proprie finalità didattico-educative.

Il progetto educativo è un tipo speciale di progetto che prevede uno sviluppo simile a quello di un processo educativo o di varie forme di attività didattiche in un contesto di apprendimento.
Il termine è associato a quello di "gestione del progetto", derivante dall'inglese project management che, partendo dai precoci contributi dell'ingegnere statunitense Henry Gantt, conosciuto come il padre delle tecniche di pianificazione e controllo (e famoso per l'uso del Diagramma di Gantt come importante strumento di project management) e di Henri Fayol per la sua ideazione delle cinque funzioni di management (che formano la base del corpo di conoscenze associate alla gestione del programma e del progetto) ha portato alle teorie di Russel D. Archibald.
Il "progetto educativo" è uno strumento di lavoro, utilizzato nel settore dell'educazione e generalmente redatto da personale docente mediante le fasi della progettazione educativa (detta anche "programmazione" o "pianificazione didattica" in italiano e instructional design in inglese). Lo strumento, partendo da bisogni (AIF, 1998 p. 188) espliciti ed impliciti di un gruppo discente, descrive un percorso atto a realizzare delle finalità educative mediante il raggiungimento di specifici obiettivi (Titone et al 1990 p. 33) all'interno di comunità di apprendimento o (learning communities) o ancora, secondo la definizione di Jean Lave e Étienne Wenger "comunità di pratica" (Communities of practice).

## Caratteristiche

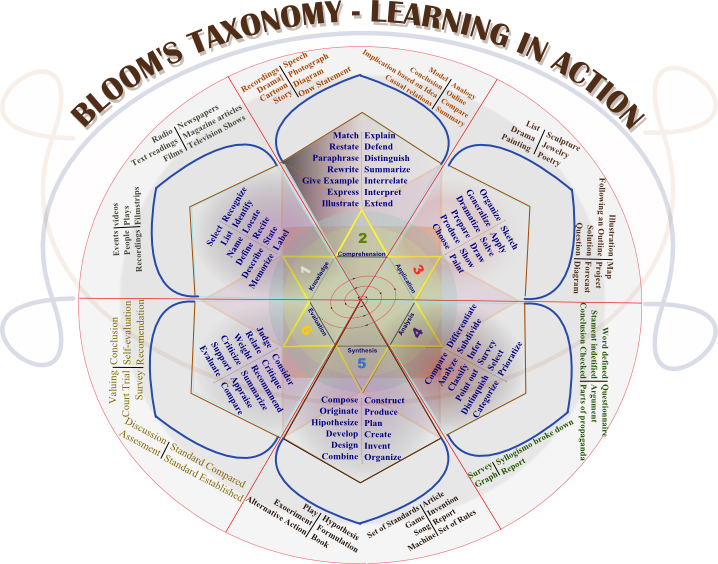
La rosa rappresentante il diagramma di Bloom.

Uno tra i primi ad effettuare ricerche per ideare modelli di programmazione didattica è stato lo statunitense Ralph Tyler. Tra i suoi collaboratori ricordiamo Hilda Taba (estone), S. B. Robinsohn (tedesco) e lo stesso Benjamin Bloom (statunitense), ideatore dell'omonima tassonomia. L'attenzione rivolta ai processi di programmazione nel settore educativo si accompagnava all'approccio, nato in Giappone e diffuso negli Stati Uniti verso gli anni cinquanta nel settore della produzione, noto come ricerca della qualità totale (in inglese Total Quality Management) e volto, in ultima analisi, alla realizzazione migliore della mission di un'organizzazione. Allo stesso tempo tali processi risentirono delle teorie della ricerca-azione o (action research), teorizzata negli anni quaranta dallo psicologo tedesco Kurt Lewin e dell'action learning, proposta dall'inglese Reg Revans (Revans, R. 1983) negli anni cinquanta.
Tra la metà degli anni sessanta e la metà degli anni settanta, la "programmazione" nelle istituzioni educative era composta da elenchi di nozioni che il discente avrebbe dovuto acquisire unitamente ad attività disciplinari da svolgere. Verso la fine degli anni settanta tale strumento subì l'influenza delle correnti comportamentiste. Il comportamentismo introdusse il concetto che "le cose che fa un organismo, inclusi l'agire, il pensare ed il percepire, siano da considerarsi comportamenti". Il cognitivismo a sua volta, pose l'accento sugli obiettivi e contribuì a concepire il "programma" anche come una serie di comportamenti che il discente avrebbe dovuto esplicitare al fine di dimostrare l'avvenuto raggiungimento degli obiettivi di apprendimento.
I concetti di project management, l'epistemologia genetica (proposta negli anni cinquanta da Jean Piaget) nonché le correnti costruttiviste insieme a quelle costruzioniste di Seymour Papert contribuiscono a modificare ulteriormente il processo previsionale in ambito educativo. Questo, da programma atto a trasmettere nozioni, diventa un percorso complessivo, mirante a favorire la costruzione della conoscenza. Il termine di "progetto" viene gradualmente preferito a quello di "programma". In particolare, con la progettazione educativa per competenze si descrivono non soltanto i saperi da "trasmettere" ma anche i percorsi educativi da attuare per rendere possibile la formazione delle competenze che dovranno essere acquisite dal discente. Intendendo per competenza la capacità di applicare determinate conoscenze in uno specifico contesto, al fine di raggiungere dei risultati previsti, mediante l'adozione di comportamenti adeguati.
Partendo dal concetto di scaffolding, termine usato come metafora per indicare l'intervento di una persona più esperta ed utilizzato per la prima volta in ambito psicologico da Jerome Bruner, David Wood e Gail Ross nel 1976 nei progetti di educazione individualizzata si afferma in Italia il cosiddetto "sfondo integratore", metodologia di progettazione educativa utilizzata nell'ambito dell'integrazione scolastica di alunni con disabilità. Tale strumento considera anche la teoria di zona di sviluppo prossimale teorizzata da Lev Semënovič Vygotskij, e rivolge particolare attenzione all'organizzazione degli elementi dell'ambiente (soprattutto spazi, materiali, tempi) e all'utilizzo di elementi mediatori o organizzatori delle attività (in linea con la pedagogia istituzionale). La prima elaborazione del costrutto è contenuta in Zanelli, 1986.
Il progetto generale di un'istituzione educativa prevede inoltre la definizione del curriculum (o "curricolo"). Il primo volume pubblicato su questo soggetto fu The Curriculum (il curriculum), e risale al 1918. L'autore, John Franklin Bobbitt, spiegava il curriculum come "il corso degli atti e delle esperienze attraverso le quali un bambino diventa adulto". Sebbene apparso formalmente nella definizione del Bobbitt, il termine curriculum come "corso di esperienze formative" pervade anche l'opera di John Dewey (che era in disaccordo con Bobbitt su molti punti essenziali). Anche se l'idealistica concezione di "curriculum" del Bobbitt e di Dewey era diversa da quella più ristretta che si dà oggi al termine, esperti e ricercatori generalmente la condividono come significato sostanziale di curriculum.
Il progetto educativo pertanto:
- Parte da un insieme di bisogni educativi[33], stabilisce finalità, obiettivi, azioni, metodologie, forme di verifica (in itinere e/o finali), indicando tempi e risorse.
- È elaborato dai "docenti", figure professionali appartenenti alla categoria dei lavoratori della conoscenza (knowledge worker), che si impegnano con l'utenza[34] a portare avanti il progetto stesso.
- È indirizzato ai "discenti", destinatari principali del progetto, i quali si impegnano con l'istituzione educativa a percepire dei servizi e agli obblighi previsti dal Contratto educativo.
- È diretto allo sviluppo di beni immateriali come abilità e competenze, a differenza dei progetti aventi come finalità principale la produzione di beni materiali.
- È "orientato ai processi" piuttosto che alla realizzazione di un prodotto finale. La maggior concentrazione verso i processi educativi e di apprendimento è dovuta alla loro centralità nella formazione delle competenze. Pertanto, allo scopo del loro raggiungimento, i percorsi di sviluppo cognitivo, formativo ed esperienziale prefigurati nel progetto educativo, eserciteranno un'importanza primaria.
- Può proporre la realizzazione di un prodotto finale che assume talvolta funzioni accessorie o di “esca motivazionale”. Tendente cioè a stimolare nel discente o nel gruppo di apprendimento l'interesse alla base della motivazione ed elemento "chiave" del processo di apprendimento[35].
- Può descrivere alcuni comportamenti attesi, essendo il processo di apprendimento favorito dai comportamenti "adattivi"[36] ed ostacolato da quelli "non adattivi".

## Tipologia
A seconda della sua specifica destinazione e del contesto educativo di utilizzo vengono distinte vari tipi di progetti educativi:
- PEG ("Progetto educativo generale"): Esplicita gli obiettivi, la metodologia, i ruoli degli operatori, i principi generali complessivi di un'intera istituzione educativa. Può assumere denominazioni specifiche a seconda del Paese o del tipo di istituzione di riferimento. Ad esempio una scuola dell'obbligo italiana redige un PEG[37] (unitamente ad una "Carta dei servizi" e ad un "Regolamento di Istituto") e un POF[38] (piano dell'offerta formativa nella quale vengono descritti i curricoli, gli strumenti educativi e le "quote" di alcuni curricoli), una facoltà universitaria redige il PA ("Progetto accademico") ecc.
- PEI ("Piano educativo individualizzato"). In lingua inglese è noto come SEND (Special Educational Needs and Disability) project o anche IEP (Individualized Education Program). In Italia è utilizzato per descrivere gli interventi che le istituzioni scolastiche devono mettere in atto nei confronti di uno studente con bisogni educativi speciali (special educational needs) a norma di legge 104/92; nel contesto italiano inoltre, per lo studente che evidenzi disturbi specifici dell'apprendimento (DSA)[39] ma non disabilità certificata a norma di legge 104/92, si parla di PDP (Piano didattico personalizzato). All'alunno è dovuta una valutazione differenziata[40] sia nel caso di disabilità cognitiva "tradizionale" che di DSA.
- PLI ("Piano di lavoro individuale" detto WP o working plan in lingua inglese): è il piano di lavoro (generalmente annuale) redatto dal singolo docente[41] all'interno di una comunità di apprendimento. È preceduto da un'analisi dei prerequisiti o delle pre-competenze degli studenti al fine di poter calibrare un progetto adatto. Deve contenere in sintesi: le varie lezioni che compongono le diverse Unità Di Apprendimento (U.D.A.), intese come quei blocchi tematici della disciplina che verranno affrontati nel corso del periodo di insegnamento previsto. Le U.D.A. conterranno inoltre l'indicazione di: obiettivi, tempi, spazi o luoghi, metodologie, strumenti, materiali/risorse, sistema di valutazione ed eventuali interazioni con altre discipline. Nell'UDA ogni lezione potrà poi essere descritta da un lesson plan[42] (LP in inglese) con una descrizione dettagliata della singola lezione.

## Contesti, attori ed azioni
Un progetto educativo può generalmente esplicarsi, all'interno delle istituzioni educative formali in presenza di diversi tipi di "contesti", "attori" ed "azioni":
- Contesti: istituzioni educative formali (scuole, accademie, università)
- Attori:

1. Discenti (alunni o studenti) (come figure singole o come comunità di apprendimento): coloro che fruiscono dell'azione educativa.
2. Docenti (come singole figure professionali, appartenenti alla categoria dei lavoratori della conoscenza, o come "comunità docente"): termine generico riferito a coloro che impartiscono l'azione educativa nei "sistemi formali".
3. Educatori infantili: coloro che operano nelle strutture prescolastiche.
4. Maestri elementari: coloro che esercitano le loro attività di insegnamenti nella scuola primaria.
5. Professori: coloro che esercitano attività di insegnamento in una scuola di grado superiore (scuola secondaria di primo e di secondo grado, università e istituti superiori) come esperti di una disciplina.
6. Educatori professionali: coloro che svolgono la loro attività presso comunità e servizi sociali.
7. Formatori: coloro che preparano le persone a svolgere un'attività, una professione o comunque ad iniziare un cambiamento personale.
8. Tutors/Istruttori: coloro che svolgono un ruolo "cerniera" tra le esigenze degli allievi e dei docenti all'interno di un corso di formazione. Tra i vari tipi si ricordano il tutor d'aula, il tutor aziendale, il tutor FAD e il tutor dei Circoli di studio ecc.
9. Animatori socio-educativi: coloro che si inseriscono all'interno di una comunità di apprendimento al fine di rafforzare o supportare, anche dal punto di vista motivazionale, una parte di un intervento educativo.

- Azioni:

1. Dei docenti
"Educare": azione attraverso la quale gli individui sviluppano o perfezionano facoltà e attitudini intellettuali, sociali e fisiche.
"Istruire": azione attraverso la quale idee o concetti vengono trasmessi da parte di un insegnante o di un tutor.
"Insegnare": azione di uno specifico operatore (insegnante o docente nel caso dei sistemi formali) di mettere in atto specifici percorsi di apprendimento.
2. Dei discenti
"Apprendere" e "Imparare": fenomeno che consiste nell'acquisizione o nella modifica di conoscenze (nuove o già esistenti), comportamenti, abilità, valori o preferenze e può riguardare la sintesi di diversi tipi di informazioni.

## Struttura

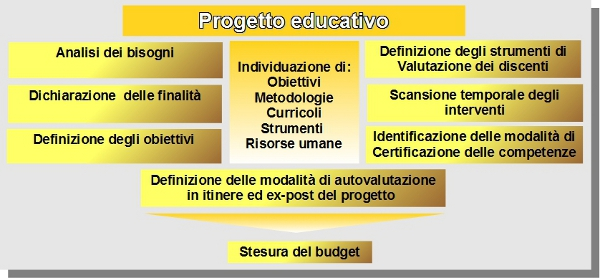
Struttura di massima di un progetto educativo.

### Bisogni
Il progetto educativo descrive i bisogni che deve soddisfare. L'educazione considera il bisogno come la distanza esistente tra la situazione educativa che si vorrebbe ottenere e quella effettivamente presente in un contesto. L'operazione che permette di individuare i bisogni di natura educativa è definita analisi dei bisogni educativi.

### Finalità
Le "finalità educative" sono "comportamenti generali attesi che riguardano la formazione dell'uomo e del cittadino. Affinché le finalità perdano il loro carattere di vaghezza, indeterminatezza e discrezionalità, dovranno essere tradotte in obiettivi..". Possono essere suddivise in:
- "Finalità educative generali": legate ai presupposti generali di un'istituzione educativa. Ad esempio "Educare alla legalità", alla "convivenza", alla "responsabilità", alla "cittadinanza", allo "spirito argomentativo", alla "critica costruttiva e propositiva", oppure creare le condizioni per "una pari opportunità nell'offerta formativa", "favorire la continuità degli studi" e così via.
- "Finalità educative specifiche": più incentrate a delineare lo sfondo propositivo appartenente ad una particolare disciplina o ambito. Ad es. potenziare "la padronanza di..", "la conoscenza di..", "le competenze nella.." ecc.

### Obiettivi
Gli obiettivi, indicati anche con il termine inglese goals, sono i "risultati desiderati" che un individuo o un'organizzazione vogliono perseguire mediante l'applicazione di azioni o di un progetto in un tempo predefinito. Allo psicologo dell'educazione statunitense Benjamin Bloom (Bloom, B. 1956) si deve la più nota classificazione degli obiettivi per il settore cognitivo, la prima tassonomia fu da lui pubblicata nel 1956.
Nel settore educativo gli obiettivi si riferiscono alle trasformazioni o ai cambiamenti che si vorrebbero apportare a seguito dell'espletamento di un processo finalizzato a perseguire delle finalità educative.
Il raggiungimento degli obbiettivi dovrebbe portare al soddisfacimento dei bisogni educativi. Si possono distinguere principalmente (Titone, R. 1990 p. 33) in:
- "Obiettivi educativi": quelli di tipo generale e di "sfondo" di un contesto educativo. Per essere raggiunti necessitano di tempi più lunghi rispetto agli obiettivi didattici.
- "Obiettivi didattici": direttamente collegati col percorso di apprendimento proposto. Sono di tipo specifico, legati all'acquisizione di saperi e competenze da parte dei discenti. Necessitano di tempi più brevi a seconda che siano "intermedi" o "finali" rispetto a quelli educativi.

Gli obiettivi del progetto, sulla base della didattica per competenze, non si limitano ad elenchi di nozioni da trasmettere. Definiscono piuttosto (in via generale): 
1. "competenze generali" e trasversali
2. "competenze specifiche" che il discente deve sviluppare nell'ambito delle diverse "discipline" (intese come "organizzatori del sapere").

Sia nel primo che nel secondo caso individua anche le "competenze essenziali", le "core skills" imprescindibili che i discenti dovranno possedere.

### Metodologie didattiche
Il progetto educativo contiene l'indicazione e la descrizione delle metodologie didattiche prescelte.
La metodologia didattica è la tattica specifica che dirige, mediante opportune strategie, un processo educativo verso il raggiungimento dei suoi obiettivi.
Promuove o consolida competenze e permette di gestire meglio quelle già possedute. Contribuisce ad organizzare le informazioni rendendole logiche, accessibili e quindi applicabili e utili.
L'indicazione, nel progetto, delle metodologie didattiche utilizzate è essenziale, essendo queste uno dei componenti di base dell'educazione, con il compito importante di organizzare i processi educativi. Tali metodologie, oltre ad essere basate sulle basi scientifiche della didattica, dovranno inoltre tener conto dei principi della "matetica".
Le metodologie didattiche svolgono le seguenti funzioni principali:
- Funzione cognitiva: aprire percorsi e possibilità (di scoperta e comprensione della realtà, di ricerca scientifica o tecnologica, di sviluppo culturale, ecc.).
- Funzione formativo-educativa: di creare e scoprire talenti, abilità, capacità, comportamenti, competenze, ecc.
- Funzione strumentale: rappresenta uno strumento per il raggiungimento degli obiettivi didattici.
- Funzione normativa: indica come il processo educativo deve evolvere; come si dovrebbero ottenere i risultati attesi; come raggiungere la migliore produttività, quali sono i modi più brevi per raggiungere gli obiettivi ecc.

Oltre alla metodologia, il progetto conterrà le procedure educative. Le procedure sono le parti componenti una metodologia e sono usate in situazioni concrete. Ogni metodologia educativa si compone quindi delle sue specifiche procedure (classiche), che la distinguono dalle altre. La combinazione di "nuove procedure" determina "nuove metodologie". Le procedure possono essere divise in categorie (ad es.: a-procedure pratiche, b-procedure teoriche). Le procedure didattiche sono completate dalle tecniche e dagli strumenti che aiutano gli studenti ad assimilare più facilmente i contenuti proposti.
I docenti possono scegliere di inserire nel progetto educativo diverse metodologie didattiche, per sviluppare un percorso educativo adatto al contesto e al tipo disciplinare. Tuttavia una o più metodologie proposte nel progetto ex ante potranno essere considerate efficaci soltanto se le procedure coinvolte daranno risultati positivi concreti e misurabili dopo la sua applicazione pratica (vedi le modalità di "valutazione del progetto educativo").
Le principali metodologie didattiche si riferiscono a diverse "filosofie dell'apprendimento":
- Metodologie comportamentiste e del mastery learning (Block, Anderson 1978)[47]
- Metodologie cognitiviste del problem solving (Davidson, Deuser, Sternberg 1994)[48], della pluralità dell'intelligenza (Gardner 1987)[49] e dell'intelligenza triarchica (Sternberg 1997)
- Metodologie metariflessive e dei processi di controllo (Santoianni, Striano 2000) e le strategie metacognitive (Ashman, Conway 1991)

Le metodologie didattiche utilizzate devono soddisfare criteri di:
- Coerenza e adeguatezza: essere coerenti col contesto di riferimento e con l'impianto complessivo del progetto.
- Interesse e curiosità: sviluppare con continuità l'interesse e la curiosità atti alla predisposizione all'apprendimento dei discenti, motivandoli alla partecipazione ad attività curricolari ed extracurricolari.
- Inclusione (e non esclusione) dei discenti: ogni studente dovrà avere parte attiva nel processo ed un suo ruolo nel gruppo.
- Sviluppo cognitivo e delle competenze: con la crescita sia del pensiero logico che fattuale.

Saranno inoltre:
- Osservate: le giuste proporzioni nelle fasi di utilizzo di metodologie didattiche passive e attive (a centralità dello studente).
- Rispettate: le diverse variabili incluse nel progetto e quelle collegate agli "stili di apprendimento" degli allievi e agli "stili di insegnamento" dei docenti.
- Previsti: modelli di apprendimento adatti al raggiungimento delle finalità dichiarate.

#### Modelli di apprendimento
Modelli di apprendimento (in base al tipo di relazione tra gli attori)
- Modello unidirezionale (lezione frontale).
- Modello dialogico (interattivo).
- Modello team-teaching (compresenza di docenti)[50].
- Modello per tutoring (docente facilitatore dell'apprendimento)[51].
- Modello apprendimento collaborativo (cooperative learning).
- Modello mastery learning (insegnamento per la padronanza, personalizzato, riferito ad obiettivi attesi di apprendimento e di performance non uniformi).
- Modello Play role (studio di ruoli diversi, inversione di ruoli, drammatizzazione di contenuti e concetti, dibattiti e tavole rotonde "a ruolo").
- Modello Brain storming (produzione autonoma di ipotesi e concetti mediante libere associazioni di idee. Preliminare all'attività del docente).

#### Problem e decision managing
Il progetto potrà definire le metodologie di problem posing (Freire, P. 1970) utilizzate per individuare e gestire i problemi, insieme alle decisioni messe in atto per risolverli. In pratica indicherà i metodi per il:
- Problem finding: la presa di coscienza di un problema o di un disagio.
- Problem setting: la definizione di un problema (o la trasformazione di un disagio in un problema o argomento definito).
- Problem analysis: la scomposizione di un problema in un certo numero di problemi secondari.
- Problem solving: l'individuazione di soluzioni (o l'identificazione di uno o più percorsi volti ad eliminare un problema in quanto tale).
- Decision making: le modalità mediante le quali si operano le scelte per pervenire ad una decisione (ad es. la definizione delle modalità di scelta che verranno operate dal gruppo).
- Decision taking: le modalità mediante le quali attuare una decisione (a cui si è pervenuti mediante il processo precedente) (ad es. stabilendo la tempistica di attuazione, i ruoli, i contesti, le cose da fare ecc.).

#### Definizione delle fasi di cooperazione e collaborazione
Il progetto educativo può contenere la descrizione degli interventi curricolari che verranno affrontati seguendo i principi dell'apprendimento cooperativo, dell'apprendimento collaborativo e dell'educazione cooperativa. L'introduzione di queste fasi nel curricolo permette il disegno di percorsi di apprendimento particolarmente adatti allo sviluppo delle competenze sociali del discente.

#### Approccio verso le culture e le lingue
Il progetto educativo dovrebbe prevedere:
- La descrizione delle pratiche multiculturali e interculturali o degli interventi di educazione interculturale dell'istituzione educativa.
- La descrizione dell'approccio alle lingue diverse da quella materna. In particolare:

La mappa linguistica dell'istituzione, indicante le diverse lingue parlate dai discenti in termini percentuali.
La previsione delle lingue insegnate come oggetto di studio nella istituzione stessa con i relativi curricoli.
Le eventuali parti del curricolo svolte in lingua/e veicolari ("immersione linguistica").

#### Progetti di educazione a distanza ed e-learning
I progetti educativi a distanza (distance education o distance learning in inglese), quelli di formazione a distanza e di apprendimento online necessitano di perizie particolari per il loro design. I progetti di formazione a distanza richiederanno professionisti specializzati nella progettazione della formazione mentre i progetti di e-learning avranno necessità di progettisti specializzati nell'interaction design in ambienti e-learning e in learning management system.

In linea generale le metodologie utilizzate richiederanno approcci che meritano particolari attenzioni in funzione di: 
1. età dei discenti
2. strumentazione, piattaforme e ambienti hardware e software utilizzati
3. tempi, livelli e qualità delle iterazioni
4. lingua di scambio
5. tipo di tutoraggio
6. definizione di eventuali attività in presenza
7. sistemi di misurazione e valutazione e di certificazione delle competenze

### Definizione dei curricula
Il progetto educativo descrive il curricolo suddividendolo in:
- Curriculum di base (o core curriculum): descrive i contenuti inerenti alle diverse discipline e gli interventi che l'istituzione educativa attua per conseguire le sue finalità.
- Curriculum trasversale: descrive le linee di continuità verticale ovvero quegli elementi di raccordo dell'istituzione con altre di grado inferiore e superiore (ad es. nel caso di una scuola media il raccordo con quella elementare e quella superiore) e le eventuali altre collaborazioni orizzontali tra istituzioni di pari grado (ad es. con altre scuole medie).
- Curriculum facoltativo: descrive le attività e gli insegnamenti non obbligatori.

### Definizione degli strumenti per la valutazione dei discenti
L'"educational assessment" (valutazione educativa) dei discenti (o del gruppo) è il processo di misurazione e documentazione di conoscenze, competenze, "attitudini" e credenze studiato dalla docimologia. Mario Fierli (1983) ritiene che la valutazione, in quanto processo di controllo, attraversi quattro fasi: 1) Esatta definizione di ciò che si vuol misurare, 2) Costruzione o scelta degli strumenti di misura, 3) Misurazione, 4) Interpretazione dei risultati. Di queste fasi le prime tre costituiscono ciò che viene definito "verifica".
Gli strumenti di valutazione delle competenze che verranno acquisite dai discenti (Simeone, Daniela & Nirchi, Stefania, 2005), devono essere descritti dal progetto educativo. Essi variano a seconda del tipo di istituzione e dell'età degli studenti: la somministrazione di prove strutturate di valutazione, normalmente costituite da test a risposta chiusa (con domande a scelta multipla) (Lutz Beckert, Tim J. Wilkinson & Richard Sainsbury, 2003), a Vero/Falso, a corrispondenze, a completamento, a sequenza logica, ma anche da test con la possibilità di risposte aperte, esercitazioni scritte od orali, ricerche o fasi di osservazione contestualizzate (ad es. osservazioni del livello e qualità dei contributi personali del discente nel gruppo, del grado di collaborazione e disponibilità, del numero di interventi nelle discussioni, del numero e qualità di nuove proposte, dei comportamenti proattivi) ecc.

### Certificazione delle competenze
Il progetto deve definire chiaramente quali competenze certificherà, la loro validità o equipollenza, le modalità di certificazione e di assegnazione di eventuali punteggi (se esiste un sistema a punti), il riconoscimento dei crediti formativi ed il sistema di recupero dei debiti formativi.

### Scansione temporale
La predisposizione degli eventi secondo sequenze temporali (timing) determina lo schema di sviluppo delle attività previste dal progetto. L'inizio, la durata e la fine di ogni attività devono essere chiaramente indicate. Dal punto di vista della scansione temporale degli interventi didattici è possibile concepire azioni a:
- Scansione breve (tipiche nella didattica breve[55])
- Scansione media (tipiche per lo sviluppo di singole Unità di Apprendimento: U.D.A.)
- Scansione lunga (tipiche per lo sviluppo di ampie Unità Di Apprendimento pluridisciplinari e/o interdisciplinari)

Per le istituzioni educative con progetti speciali è talvolta utile che si indichino anche i tempi totali di esposizione a determinate fasi (es. tempi di esposizione alla L2 o alla L3 in caso di progetti volti all'acquisizione di lingue non materne ecc.)

### Definizione delle risorse
Fase essenziale del progetto sarà l'identificazione delle risorse che, in sintesi dovrà prevedere la definizione di:
- Risorse umane (o HR, Human resources) in termini di competenze (skills), talenti o attitudini (aptitudes), abilità e conoscenze
- Risorse e/o contesti ambientali
- Attrezzature o strumenti
- Materiali

Definite le risorse occorrerà individuare:
- Risorse esistenti
- Risorse da acquisire (intendendo anche le risorse umane presenti ma da riconvertire attraverso adatti percorsi di formazione)
- Percorsi di formazione continua.

### Stesura del budget
Identificate le risorse esistenti, definite quelle da acquisire, stabilita la scansione temporale dei fabbisogni e le diverse fonti di finanziamento, si perverrà alla stesura del "bilancio di previsione" o budget che rientra tra gli strumenti fondamentali di programmazione per esplicitare l'impatto economico di un progetto educativo.

## La valutazione del progetto educativo

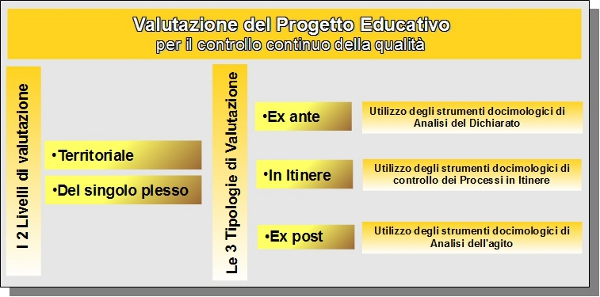
Il processo di valutazione nel progetto educativo.

Per Rossi, Lipsey e Freeman, (2004) la valutazione è intesa come "la sistematica, rigorosa e meticolosa applicazione di metodi scientifici per accertare il design, l'implementazione, il miglioramento o gli esiti di un progetto o di un programma".
Si tratta di un "processo ad alta intensità di risorse, che richiede valutatori esperti, molto lavoro e tempo nonché budget considerevoli".
Nell'ambito delle istituzioni educative, per valutazione di un progetto si intende l'insieme di quelle tecniche e metodologie utilizzate per valutare: pertinenza, rilevanza, efficacia, efficienza, "lezioni apprese" (lessons learnt), "buone pratiche", "effetti e impatti" del progetto educativo.
Si possono distinguere due fondamentali livelli di intervento valutativo:
- "Livello territoriale" (o "Sistemico"): La valutazione di un piano di intervento educativo a livello territoriale è utilizzato nei processi decisionali degli enti e delle amministrazioni che si trovino ad operare delle scelte nella destinazione delle risorse. Se in un primo tempo si tendeva a valutare un progetto educativo su scala territoriale specialmente in funzione delle modifiche in senso migliorativo che avrebbe potuto apportare al tasso di istruzione, oggi le variabili da osservare o modificare/misurare sono molteplici e rendono tale valutazione molto più complessa. L'analisi delle politiche pubbliche sfrutta i costosi strumenti di valutazione delle politiche pubbliche per accertarsi dell'impatto degli interventi a livello di sistema. Gli alti costi sono dovuti anche al fatto che generalmente questi strumenti "devono essere tagliati su misura" (Peter H. Rossi, Howard Freeman e Mark W. Lipsey, 1999). Per quanto riguarda i sistemi nazionali l'OCSE (Organizzazione per la Cooperazione e lo Sviluppo Economico) pubblica ogni anno il rapporto Education at a Glance: OECD Indicators (Uno sguardo all'Educazione: indicatori OCSE)[56], che presenta un insieme di indicatori statistici che sono di riferimento per orientare le politiche nazionali di sviluppo dei sistemi educativi.
- "Livello di singolo plesso o istituto": Nell'ambito dimensionalmente più ristretto riferito alle singole istituzioni educative formali lo strumento valutativo ha valenze di controllo ed autogoverno. Tende a pesare la bontà dei processi previsti o l'efficacia di quelli messi in atto (nel caso di progetti ex post) attraverso:

1) "Valutazioni iniziali", atte a descrivere la situazione iniziale del discente o del gruppo a cui si rivolge l'intervento per meglio definire obiettivi, processi e risorse.
2) "Valutazioni in itinere", utilizzate per un controllo del processo in itinere al fine di apportare le necessarie modifiche.
3) "Valutazioni finali", fondamentali per testare l'efficacia complessiva del progetto didattico.

### Valutazioneex ante
La valutazione ex ante (o a priori) di un progetto didattico si riferisce alla valutazione, effettuata da apposite commissioni o istituti di valutazione, prima dell'applicazione pratica del progetto, al fine di una sua adozione futura e del suo finanziamento. Inizialmente si constata l'eventuale "ammissibilità" dell'elaborato in base alla completezza dei dati in esso presenti. In seguito, utilizzando specifici criteri, si analizzano i diversi aspetti del "dichiarato" per valutarne: 1) "fattibilità" (cioè la possibilità di trasformare agevolmente il "dichiarato" in "agito" in caso di approvazione del progetto), 2) "filosofia complessiva" e "finalità" dichiarate dell'intervento proposto, 3) "tempi di attuazione" previsti, 4) "costi" preventivati, 5) "obiettivi" dichiarati, 6) "processi" proposti, 7) "metodologia", 8) "risorse umane" previste, 9) "strumenti" 10) "ricadute" previste.

### Valutazioneex post
La valutazione ex post ("a posteriori") del progetto "agito" si riferisce alla valutazione effettuata in itinere o a seguito della sua realizzazione.
La valutazione ex post di un progetto didattico può essere di tipo:
- Sistemico quantitativo: è usata, per valutare progetti ampi e di respiro territoriale. Viene realizzata da enti o amministrazioni appartenenti a diversi livelli: internazionale, statale, regionale, provinciale o comunale. Si serve principalmente degli strumenti tipici della ricerca quantitativa a livello territoriale, basati sull'analisi di campioni statistici. Mira a definire l'eventuale raggiungimento di obiettivi sulla base di parametri di: 1) "efficacia", 2) "adeguatezza" rispetto al contesto di riferimento, 3) "coerenza" tra finalità e obiettivi, 4) "ricaduta" sull'utenza, 5) "proporzionalità" tra le risorse previste e quelle effettivamente impiegate e tra gli obiettivi previsti e quelli effettivamente raggiunti. Il fine è quello della razionalizzazione delle risorse, della definizione di eventuali nuclei di problematicità o di disomogeneità nell'impiego delle stesse. Ha un costo elevato essendo condotta su vasti campioni a livello territoriale.
- "Autovalutativo qualitativo": è sviluppata dall'istituzione attraverso percorsi auto-valutativi, coinvolgenti tutto il personale dell'istituzione ("utenza interna") insieme a più testimoni dell'"utenza esterna", guidati da un tutor generalmente non appartenente all'istituzione stessa. Gli strumenti, utilizzati a livello del singolo istituto o plesso, sono quelli tipici della ricerca qualitativa: 1) "Questionari" di vari tipi, a risposta multipla e aperta, rivolti sia all'utenza "interna" che a quella "esterna", 2) "Interviste" su specifici target topics (o "argomenti bersaglio"), 3) Focus group condotti dal tutor con uno o più gruppi disomogenei di "testimoni privilegiati". La partecipazione ai processi auto-valutativi, se guidata da tutor esperti, offre ai docenti l'acquisizione di nuove competenze. Ha quindi il vantaggio di essere contemporaneamente un percorso formativo.

### Valutazione come controllo continuo della qualità

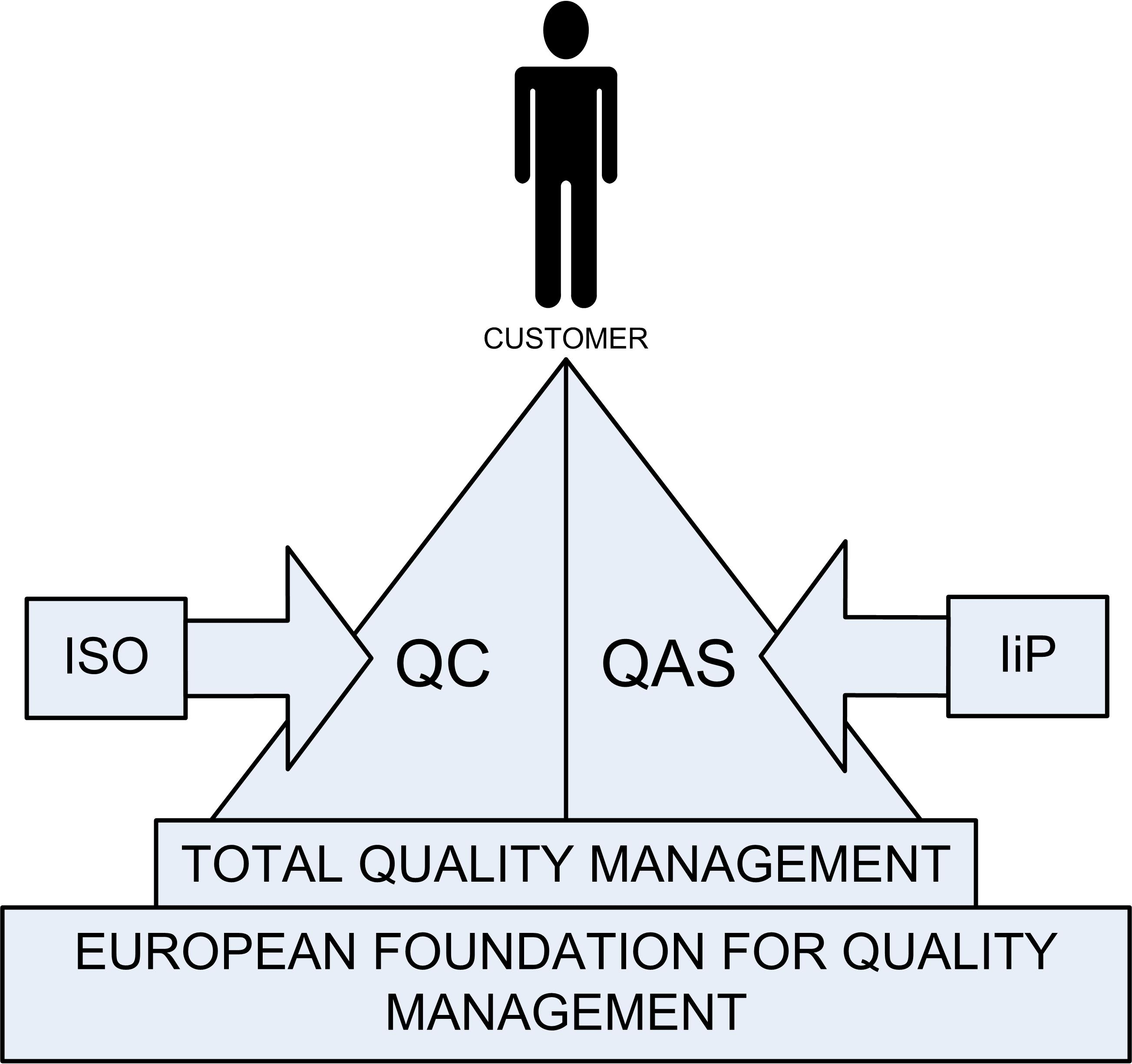
Schema del modello (invertito) della qualità.

Il controllo e la ricerca continua della qualità costituiscono un'opportunità per le Istituzioni educative pubbliche e private.
Lo sforzo volto ad accrescere il livello del servizio offerto, si esplicita nel tentativo di raggiungere standard stabiliti da indicatori di qualità riconosciuti a livello internazionale. L'istituzione educativa, col conseguente sviluppo delle proprie competenze, accresce in tal modo il livello di trasparenza nei confronti dell'utenza.
Le finalità principali della ricerca della qualità sono: 1) garantire affidabilità, riconoscimento e quindi spendibilità e valore ai titoli di studio certificati dalla stessa istituzione, 2) restituire all'utenza i servizi rispondenti ai suoi bisogni e dichiarati nella Carta dei servizi, 3) assicurare un efficace utilizzo delle risorse (rapporto costi/benefici).

#### Accreditamenti, validazioni e certificazioni
Un "sistema di valutazione" è basato sull'attività di enti di valutazione ufficialmente riconosciuti che, a livello comunale, regionale, nazionale o internazionale a seconda dei Paesi e delle istituzioni coinvolte, validano con regolarità i processi ed i progetti dei sistemi di educazione formale. La certificazione garantisce il raggiungimento degli standard di qualità (quality standards), sia a misura del singolo istituto che su ampia scala territoriale. Ciò favorisce: 1) il riconoscimento internazionale dei titoli di studio (o tra i diversi stati nei sistemi federali), 2) la mobilità degli studenti e dei lavoratori, 3) la realizzazione di partenariati tra istituzioni educative aventi standard similari.

## Progetti educativi in ambito internazionale

L'Unione europea è oggi uno tra i più importanti promotori e finanziatori di progetti educativi a carattere transnazionale.

Diversi Paesi offrono alle istituzioni educative la possibilità di finanziare in tutto o in parte progetti internazionali di vario tipo. Queste proposte mirano principalmente a favorire lo scambio di esperienze transnazionali di studenti e insegnanti al fine di potenziare l'acquisizione di specifiche competenze.

### Europa
La Commissione europea, organo esecutivo dell'Unione europea, propone ogni anno, attraverso il Directorate-General For Education And Culture (Direttorato generale per l'educazione e la cultura) la partecipazione a progetti di diversi tipi. Nel "Programma di Apprendimento Permanente" (Lifelong Learning Programme) viene offerta la partecipazione ai programmi Comenius (per l'istruzione primaria e secondaria) Erasmus (per l'istruzione superiore), Leonardo da Vinci (per la formazione professionale), Grundtvig (per l'educazione permanente) e Jean Monnet (per l'integrazione europea) nei settori delle lingue, delle tecnologie dell'informazione e della comunicazione, e della diffusione e valorizzazione dei risultati.
In Italia diversi organismi pubblici e privati propongono e finanziano la partecipazione a progetti internazionali. Il Ministero dell'Istruzione, dell'Università e della Ricerca (MIUR) lancia spesso diverse proposte. Anche il Ministero degli Affari Esteri offre la possibilità di partecipare a progetti internazionali con istituzioni di altri Paesi. I progetti, le istituzioni ed i Paesi coinvolti variano di anno in anno.

### Altri Paesi
Le istituzioni di molti Paesi offrono e finanziano proposte di partecipazione a progetti educativi di vari tipi. I principali enti proponenti fanno capo ai diversi Ministeri dell'Istruzione, ai Ministeri degli Esteri alle università e principali organismi culturali.